# Palaeomolis glauca
Palaeomolis glauca är en fjärilsart som beskrevs av Otto Staudinger 1892. Palaeomolis glauca ingår i släktet Palaeomolis och familjen björnspinnare. Inga underarter finns listade i Catalogue of Life.